# Hopea basilanica
Hopea basilanica là loài thực vật họ Dầu. Đây là loài có đặc hữu của Philippines.